# Winnipeg Challenger 2022
Il Winnipeg Challenger 2022 è stato un torneo maschile di tennis professionistico. È stata l'8ª edizione del torneo, la 5ª del maschile facente parte della categoria Challenger 80 nell'ambito dell'ATP Challenger Tour 2022, con un montepremi di 53 120 $. Si è svolta dal 25 al 31 luglio 2022 sui campi in cemento del Winnipeg Lawn Tennis Club di Winnipeg, in Canada.

## Partecipanti

### Teste di serie
| Nazionalità   | Giocatore               | Ranking* | Testa di serie |
| ------------- | ----------------------- | -------- | -------------- |
| Regno Unito   | Liam Broady             | 133      | 1              |
| Ecuador       | Emilio Gómez            | 138      | 2              |
| Canada        | Vasek Pospisil          | 139      | 3              |
| Stati Uniti   | Michael Mmoh            | 162      | 4              |
| Giappone      | Kaichi Uchida           | 172      | 5              |
| Taipei cinese | Wu Tung-lin             | 179      | 6              |
| Paesi Bassi   | Gijs Brouwer            | 201      | 7              |
| Argentina     | Genaro Alberto Olivieri | 209      | 8              |

* Ranking al 18 luglio 2022.

### Altri partecipanti
I seguenti giocatori hanno ricevuto una wild card per il tabellone principale:
- Gabriel Diallo
- Liam Draxl
- Jaden Weekes

I seguenti giocatori sono passati dalle qualificazioni:
- Zachary Svajda
- Juan Carlos Aguilar
- Kyle Edmund
- Evan Zhu
- Alafia Ayeni
- Govind Nanda

Il seguente giocatore è entrato in tabellone come lucky loser:
- Sho Shimabukuro

## Campioni

### Singolare
Emilio Gómez ha sconfitto in finale  Alexis Galarneau con il punteggio di 6–3, 7–6(4).

### Doppio
Billy Harris /  Kelsey Stevenson hanno sconfitto in finale  Max Schnur /  John-Patrick Smith con il punteggio di 2–6, 7–6(9), [10–8].